# Nitter
Nitter는 자유-오픈 소스 X 대체 뷰어로, 개인 정보 보호와 성능에 중점을 둔다.

## 기능
사용자 인터페이스는 미니멀리즘으로 디자인되었고 고전적인 X 데스크톱 레이아웃과 유사하다. 사용자는 Nitter를 통해 X에 로그인할 수 없으므로, Nitter는 알림, 홈 피드, 트윗 기능이 없다. 기본적으로 Nitter는 무한 스크롤이 없다. 광고나 추적 기능이 없으며, 타임라인은 시간순이다. Nitter는 프록시 서버를 사용하여 많은 "게스트 계정"을 생성할 수 있는 결함을 이용해 콘텐츠를 가져왔다.
공식 웹 인스턴스 외에도 비공식 공개 웹 인스턴스와 커뮤니티에서 기여한 모바일 앱 및 브라우저 확장 기능이 있다.
Nitter는 기부금과 NLnet의 NGI 기금으로부터의 보조금으로 운영된다.

## 중단
Nitter는 2024년 2월에 공식적으로 중단되었다. 개발자는 X가 2024년 1월에 Nitter가 의존하던 게스트 계정 기능을 제거한 후 프로젝트가 "사망했다"고 발표했다. 일부 인스턴스는 X API 변경으로 인해 몇 달 전에 작동을 멈췄었다. 개발자는 계정 정지 위험을 감수하고 사용자가 자신의 계정을 사용하여 인스턴스를 자체 호스팅할 수 있다고 밝혔다.

## 부활
2025년 2월 6일, 제데우스는 깃허브 토론에서 프로젝트가 다시 시작되었다고 발표했다.

## 같이 보기
- 인비디어스, Nitter의 영감을 준 유튜브 뷰어